# 苏军驻蒙古部队
苏军驻蒙古部队是不同历史时期进驻蒙古的苏军的总称。历史上，苏军3次在蒙古人民共和国和其前身大蒙古国驻军。

## 1921年至1925年第一次进驻
1921年2月3日，沙俄白军驱散北洋政府在外蒙古的驻军，控制了外蒙古。1921年5月至8月，苏俄内战中的苏俄工农红军出兵外蒙古消灭了白军。1921年7月8日，由鲍道领导的“人民政府”迁入库伦，宣告政权转到了革命者手中，只在君主立宪制的范围内形式上保留了博克多汗的地位。蘇赫巴托成為軍事部長，博克多汗的權力有限，成為象徵性的元首。即1921年蒙古人民革命。1921年11月5日《俄罗斯苏维埃联邦社会主义共和国政府和蒙古人民政府关于建立俄蒙友好关系的协定》（简称《俄蒙修好条约》）在莫斯科签字。1924年11月26日，博克多汗去世后不久，蒙古人民党宣布废除君主立宪制，成立蒙古人民共和国，首都库伦更名为乌兰巴托。1925年3月，苏联从蒙古撤军。

## 1937年至1946年第二次进驻
1931年9月18日日本關東軍發動滿洲事變，全面佔領东北四省，1932年成立聽命日本的滿洲國。苏联远东地区与蒙古人民共和国面临日本的战争入侵威胁，于1932年9月15日与日本签署《日满议定书》。该协定第二条规定：“满洲国及日本国确认对于缔约国一方之领土，及治安之一切之威胁，同时亦为对于缔约国他方之安宁及存立之威胁，相约两国协同当防卫国家之任，为此所要之日本国军驻扎于满洲国内。”以该议定书为基础，日满军事协定委员会制定了《日满守势军事协定案》，规定当一方或双方遭到第三国侵略时，两国军队将在日本国军事指挥官的统一指挥下行动。1932年起，日军开始以四年计划旨在充实驻满洲兵力、改善装备等应急的军备建设。
1932年，蒙古爆发武装起义，苏联派兵镇压了此次起义。苏军从1933年春开始在远东地区构筑坚固的边境阵地，并开始增兵。1934年6月，远东苏军有11个步兵师、2个骑兵师、650辆坦克、500架飞机，总兵力约23万就；日军驻满兵力只有3个师、1个机械化旅、骑兵集团、3个独立守备队、约80架飞机，兵力约5万人，加上日军驻朝兵力，也不及远东苏军的十分之三。日本陆军参谋本部认为，在与苏军远东兵力的对比上，驻满洲和朝鲜的兵力至少要始终保持相当于苏军的十分之八，并尽早将航空兵力增强到相当干苏军十分之八的水平；以此为目标，迅速扩充军备。1935年初，关东军在满洲国西北地区（呼伦贝尔）的军事部署基本就绪，关东军直属骑兵集团下辖骑兵第1旅团、骑兵第4旅团，由笠井中将指挥，不断在满蒙边界制造军事挑衅摩擦，试探蒙古人民共和國军事实力和政治态度。1935年1月，蒙满双方争夺哈拉哈庙的所有权，发生武装冲突，日军出动驻海拉尔的骑兵部队，未经交火就占领了哈爾哈廟，日本将这次武装冲突称为“哈爾哈廟戰鬥”。1935年5月，苏联机械化第11军从列宁格勒军区调防外贝加尔军区。
1935年日蒙之间发生了176次边境军事冲突。经日苏交涉，满蒙双方在1935年6月至1937年9月在满洲里召开“满蒙国境会议”，解决双方边界线问题，史称“滿洲里會議”。满洲国代表团正式成员共4人，首席代表为兴安北省省长凌陞，还有兴安北警备军司令官为乌尔金少将，满洲国军政部部员斋藤正锐陆军少佐（实际是关东军驻海拉尔特务机关长），满洲国外交部政务司长神吉正一。但由于骑兵兵种单一，加上重武器不足，难以胜任对蒙古的威慑挑衅目的。关东军于1936年2月由驻公主岭的獨立混成第1旅團抽调摩托化歩兵1個大隊、山砲1個小隊、戰車1個中隊（輕装甲車9輛）组成一个特遣支队，支队长澀谷安秋大佐，进驻海拉尔，暂配属于骑兵集团长笠井中将指挥，松村黄次郎中佐指挥的海拉尔陆航战斗机部队担任空中支援。1936年3月12日签订了为期10年的《苏蒙互助议定书》，取代了1934年的协定。该议定书内容为：

苏维埃社会主义共和国联盟和蒙古人民共和国政府决定以本议定书的形式正式确定自1934年11月27日以来它们之间存在的一项协议，规定通过一切措施相互支持以防止和防止军事攻击，以及在某些第三方攻击苏维埃社会主义共和国联盟或蒙古人民共和国时相互提供援助和支持——为此我们签署了本议定书。

第一条 如果苏维埃社会主义共和国联盟或蒙古人民共和国领土受到第三国的进攻威胁，苏维埃社会主义共和国联盟政府和蒙古人民共和国政府约定立即就此情势进行协商，并采取一切可能需要的措施来保卫其领土的安全。

第二条。苏维埃社会主义共和国联盟和蒙古人民共和国政府承诺，如果缔约一方遭受军事攻击时，应互相给予各方面的援助，包括军事援助在内。

第三条。苏维埃社会主义共和国联盟和蒙古人民共和国政府认为，为履行第一条规定的义务，一方的军队在另一方领土上经相互协商同意是理所当然的。或将在超过需要量后立即从各自领土撤出，就像1925年苏联军队从蒙古人民共和国领土撤出一样。

1936年3月29日《苏蒙互助议定书》对外公布。1936年3月30日，日本关东军渋谷支队1500人乘汽车50辆、装甲车12辆、坦克4辆，从贝尔湖西岸阿萨尔庙地区入侵蒙古境内阿达格多兰地区，蒙军騎兵300騎，摩托化歩兵1個连，装甲車約10辆（装備45mm砲）击溃日满军，日军装甲车全部被击毁，指揮軽装甲車隊的平本鈴雄少尉战殁，涩谷率部撤回海拉尔重新整頓（阿达格多兰事件。1936年4月日本参谋本部发布的命令（“临命第323号”），废除了关东军司令官对“满洲国”边境地区实施军事行动须向参谋本部总长实行事前报告的规定，允许其在认为必要的情况下，在满洲国全境范围内随时随地调动和使用兵力。1936年5月，日蒙双方交换了阿达格多兰事件中各自俘获的12名战俘以及收敛的对方尸体。1936年8月7日，日本首相、外相、陆相、海相和藏相组成的日本最高军政联席会议-五相会议，通过《国策基准》：

陆军军备，以对抗苏联远东所能使用的兵力为目标，特别应充实在满洲与朝鲜的兵力，使在开战初期即能对其远东兵力加以一击。

1935年12月，苏联在苏蒙边境苏方一侧驻扎机械化部队及骑兵等快速部队，准备在蒙古受到武装攻击时可以快速反应。主要从驻扎在外贝加尔的苏联机械化第11军抽调部队和装备。从机械化第11军机械化第6旅抽调一个步枪机枪营、一个炮兵连和一个侦察连，从机械化第11军机械化第32旅抽调坦克第3营，于1936年1月组建了摩托化装甲团开赴蒙古境内。1936年10月装甲团人员留下装备物资归建。第11机械化军训练的人员启程前往蒙古接替。根据外贝加尔军区1937年8月16日第48593号指令，苏联机械化第11军机械化第32旅更名为特种机械化旅，编入刚组建的步兵第57特别军。机械化特遣队历时三个星期，从乌兰乌德车站行军到温都尔汗；9月14日，该旅全部抵达蒙古境内的温都尔汗。与此同时，1937年8月29日，苏联机械化第11军一个独立通信营被派往蒙古。与蒙古共同建设防御工程。
1938年7月日本陆军第二十三师团从日本进驻海拉尔，原驻呼伦贝尔的关东军直属骑兵集团调往蒙疆参加对华战争。1938年7月30日，日、俄兩軍在滿、蘇、朝交界的张鼓峰便因為邊界糾紛發生武裝衝突，結果十日後的8月10日雙方議和，签订停戰協定。1938年10月，苏联红军第57特别军进驻蒙古境内，加强了对蒙古东部和南部地区的防御。1939年4月，关东军第一课作战参谋辻政信少佐《满苏国境纠纷处理纲要》，经关东军司令官植田谦吉大将的许可后，作为关东军第1488号作战命令，于4月25日向联队级以上军官直接传达该纲要的实施命令。该纲要的基本方针规定，“对满苏国境之苏军非法行为，经周密准备予以彻底膺惩，使其慑服，粉碎其野心”，必要时可暂时进入苏联领土。该纲要第四条还明确指出“在国境线不明确的地区，防卫司令官有权自主地进行国境线认定”。1939年5月至9月，在蒙古人民共和国与满洲国国境爆发了战役级别的大兵团机械化会战—諾門罕戰役。1939年5月25日，独立步兵第57军参加第一次交战的有5,544人，其中包括指挥官523人和初级指挥官996人。苏蒙联军付出重大伤亡代价，歼灭了侵入的关东军第二十三师团主力及满洲国军、兴安军。震慑了关东军，使得满洲国与苏联、蒙古人民共和国的边境保持了和平状态，直至1945年苏联废除《日苏中立条约》。
1940年6月21日根据苏联国防人民委员的命令，在外贝加尔军区第1集群的基础上组建为苏联第17集团军，驻蒙古人民共和国：
- 摩托化步兵第36师（英语：36th Rifle Division (Soviet Union)）：驻赛音山达，辖摩托化步兵第24、第76、第149团。其中摩步第76、第149团驻扎门乌德。
- 摩托化步兵第57师（英语：57th Rifle Division (Soviet Union)）：驻塔木察格布拉克，辖摩托化步兵第80、第127、第293团。
- 坦克第61师
- 4个航空兵师（2个歼击航空兵师，1个轰炸航空兵师，混成航空兵第84师）

第二次世界大战苏联战胜德国后，开始加紧准备对日战争。1945年5月1日，苏联第39集团军编入大本营预备队。1945年6月至7月，苏联大本营从欧洲战场调来第39集团军、第53集团军，近卫坦克第6集团军，并以步兵第85军军机关组建了苏蒙骑兵机械化集群。6月20日部署到蒙古人民共和国战役集结地域，编入外贝加尔方面军序列。外贝加尔方面军除第39集团军部署在海拉尔-满洲里的中苏边境当面外，其余均部署于蒙古人民共和国境内，进攻地域为齐齐哈尔-新京（长春）-安东（丹东）一线以西地域。
- 空军第12集团军（俄语：12-я воздушная армия (СССР)） (1942年8月1日)
- 外贝加尔防空集团军（俄语：Забайкальская армия ПВО） (1945年4月30日)
- 苏联第39集团军 (1945年6月20日)
- 苏联第53集团军（俄语：53-я армия (СССР)） (1945年7月1日)
- 近卫坦克第6集团军 (1945年7月1日)
- 第17集团军
- 第36集团军（俄语：36-я армия (СССР)）
- 苏蒙骑兵机械化集群 (1945年7月5日)：步兵第85军（英语：85th Rifle Corps）与蒙古人民军组成的“苏蒙骑兵机械化集群”，1945年8月8日战争开始后越过中蒙邊界突向多伦-承德与康保-张北。

1946年4月，苏联从中国东北撤军回国，同时也从蒙古人民共和国撤军。1957年，中国在张家口修建苏蒙联军烈士纪念塔。

## 1967年至1992年第三次进驻

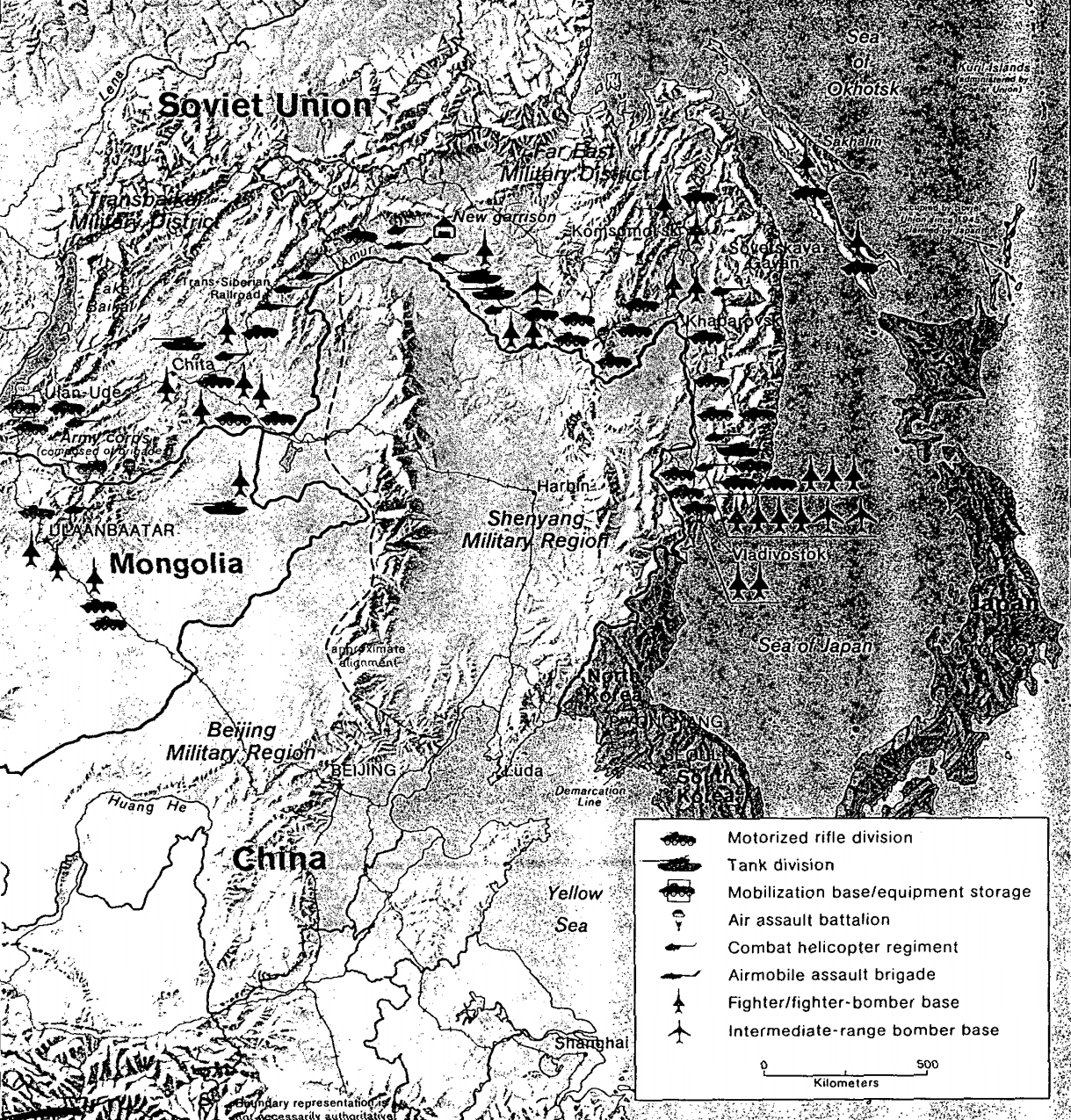
在北京军区和沈阳军区当面的

根据苏联获取到的情报，1960年代后期中国人民解放军沈阳军区、北京军区、内蒙古军区部署了15个合成军、加上守备师、独立师、坦克师共计部署了80个作战师，超过4300辆坦克和10 000门火炮和火箭炮；在中苏边境、中蒙边境组建了分别隶属于沈阳军区、内蒙古军区领导指挥的黑龙江生产建设兵团、内蒙古生产建设兵团。前者有6个师69个团2400余个连队近60万人；后者有6个师41个团（包括2个工业团）、4个相当于团级的工矿企业，职工10.1万人，其中知识青年7.55万人。两个生产建设兵团都是普遍实施军训，全员编组为民兵，并有专职的武装连队，是解放军作战的可靠的战勤支援与兵员来源。
而当面的远东军区特别是外贝加尔军区虚弱无比。外贝加尔军区一直被视为后方，并根据剩余原则供应。边界上的防御工事和防线是在二战前规划并建造和装备的，当时由工程兵上校德米特里·米哈伊洛维奇·卡尔比雪夫负责建造。赫鲁晓夫时代著名的“解除武装问题的解决方案”并没有绕过地区，在军队裁员期间，即使远东外贝加尔这些小规模的部队也进行了体面的“裁员”（不用说，这些措施是单方面进行的）。摩步团缩编为营，炮兵师与3个坦克师（第13、第111和第5近卫）被解散，近卫坦克第6集团军调往欧洲地区。因此，该地区最高编制只有“陆军军”。在此之前，1964年军区空军缩编为军区司令部下属的航空处。苏联总参谋部作战部与情报部专家的说法，如果发生全面敌对行动，中国军队能在几天之内，以15-20公里/小时的速度前进，每天最多可达200-250公里。草原地形对中国有利 - 稀树丛林和少量河流和其他自然障碍使得突破边界后可以向任何方向发展进攻。苏联党和政府、苏联国防部认为需要迅速而果断的补救行动。在没有太多宣传的情况下，采取了许多措施来恢复与陷入危境的与邻国接壤的地区的防御。
1967年夏天，苏军开始从欧洲调防远东军区与外贝加尔军区，主要是坦克和摩步部队。近卫坦克第21师从波罗的海沿岸军区调远东军区，近卫坦克第2师从列宁格勒军区调到外贝加尔军区。近卫第5、第32、第66、第49、第111坦克师也调到外贝加尔军区。与中国接壤的远东与外贝加尔军区有7个坦克师（含1个训练师），每个师编制坦克330多辆。根据1967年7月22日苏联国防部的命令，向外贝加尔军区调入20个航空兵团，组建了空军第23集团军。轰炸机和歼击轰炸机的空中优势在很大程度上弥补了地面部队的数量劣势，因为在“外贝加尔的野生草原”上地面装备人员很容易成为空军的猎物。
外贝加尔军区在本国领土上部署为：
- 苏联第36集团军（俄语：36-я общевойсковая армия）（3个师和4个筑垒地域（英语：Fortified district））部署在赤塔州在与中国接壤的边界沿线。集团军司令部驻赤塔。在阿穆尔窄地（俄语：Амурском выступе）的莫戈恰还有独立空降突击第11旅。在相邻不远的扎维京斯克还部署了远东军区的独立空降突击第13旅。
- 苏联第29集团军（俄语：29-я общевойсковая армия (СССР)）（5个师），部署布里亚特蒙古苏维埃社会主义自治共和国和伊尔库茨克州。集团军司令部驻乌兰乌德。
- 诸兵种合成独立第48军（48-й Гвардейский общевойсковой армейский корпус），由“荣获红旗勋章的布达佩斯顿河哥萨克近卫第5坦克师” (5-я Гвардейская танковая Будапештская Краснознамённая Донская казачья дивизия) 改编。辖2个坦克旅、2个机械化旅、独立空降突击第1319团（辖2个空降突击营），独立直升机第373团（米-24攻击直升机大队、米-8突击直升机大队、米-26重型运输直升机大队各一个各有20架直升机），部署在与蒙古人民共和国接壤的布里亚特蒙古苏维埃社会主义自治共和国恰克图。
- 苏联第39集团军（5个师，包括两个坦克师）部署在蒙古人民共和国。军区空军主力两个师（歼击机和歼击轰炸机）也部署在蒙古。
- 雅库茨克（一个独立建筑工程团）
- 季克西（一个空中远征特种部队）

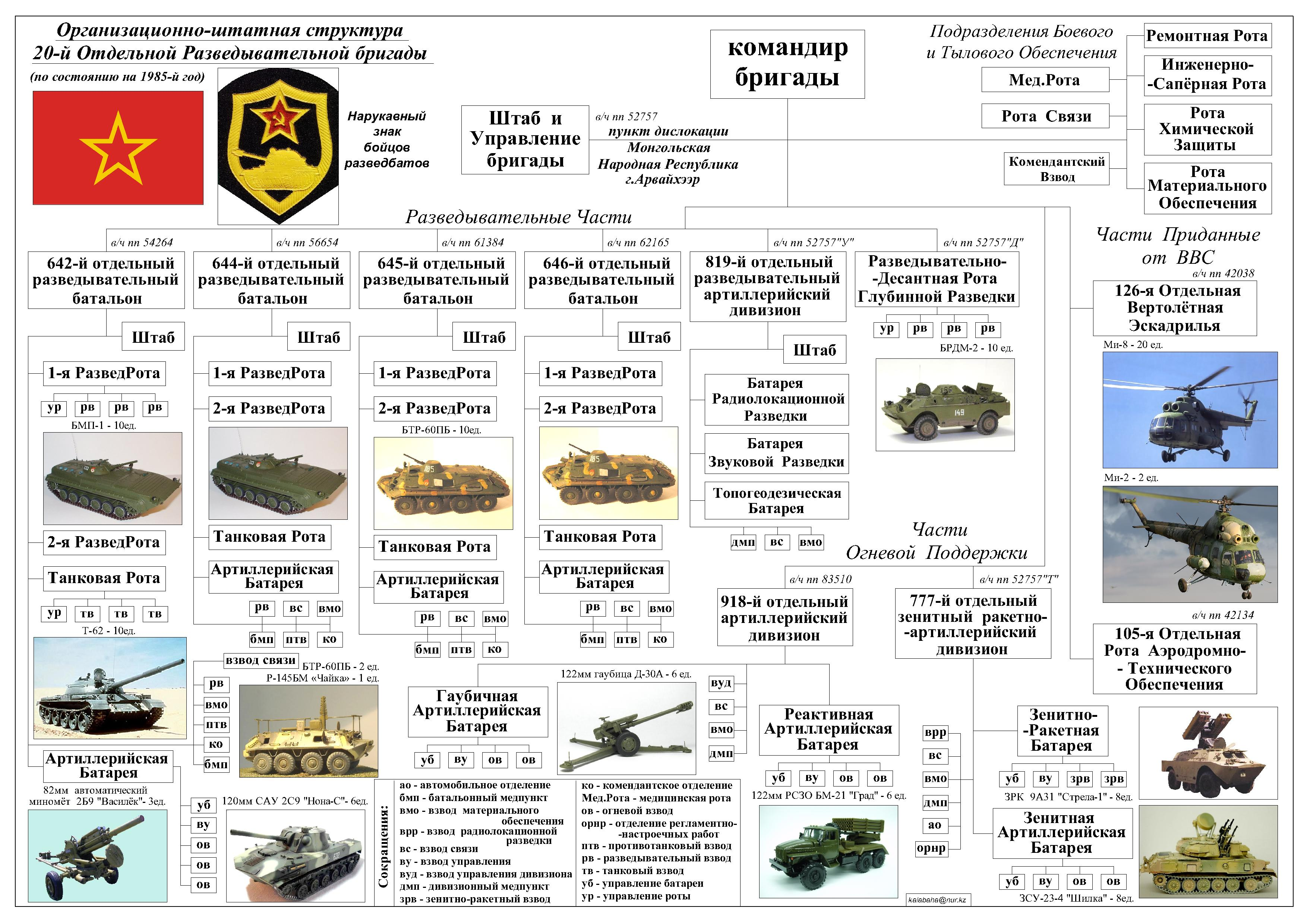
1985年驻蒙古人民共和国阿尔拜赫雷的总参谋部情报部独立侦察第20旅的组织架构。

早在1963年7月，苏蒙签订《关于苏联帮助蒙古加强南部边界的防务协定》。1966年1月15日勃列日涅夫在乌兰巴托签订《苏蒙友好合作互助条约》，同年2月25日生效，有效期20年。1986年1月，条约按规定又顺延10年。条约由序言和10条正文组成。主要内容是：双方重申将继续发展两国间的全面合作关系；双方将根据不断加强“社会主义大家庭”防御力量的任务在保障两国防御能力方面相互提供援助，并就一切重大国际问题进行协商，共同采取包括军事措施在内的一切必要措施，以保证两国的安全、独立和领土完整；双方将为“制止和消除帝国主义”在亚洲地区“进行侵略的任何威胁而共同行动”。条约第五条规定：“缔约双方将在保证对方的防御力量方面互相提供援助，缔约双方为保证两国的安全、独立和领土完整，可共同采取包括军事措施在内的一切必要措施。”
1970年5月12日，苏军进驻蒙古人民共和国部队编为苏联第39集团军（历史上第三次组建），司令部由外贝加尔军区组建，设在乌兰巴托市东北的乌兰花，下辖3个摩托化步兵师、2个坦克师，超过5万人，1816辆坦克，2531辆装甲车，1461门火炮。苏联军队还在蒙古境内构筑军事基地，建造军事设施，积极进行战备。驻蒙空军部队编为航空兵第10集团军，有两个歼击轰炸航空兵师、三个直升机团和一个运输机团，飞机190架，直升机130架，以团为单位分别部署在新修的乌兰巴托、巴彦、乔依尔、乔巴山、赛音山达等大型机场，另有三个野战机场。驻蒙的国土防空军部队编为近卫防空第16师，有3个防空导弹旅，3个雷达团。近卫坦克第2师从列宁格勒军区调来。1974年，坦克第51师从北高加索军区调防布尔干。
1987年1月11日，苏联宣布驻蒙苏军一个摩托化步兵师和几支独立部队开始撤出蒙古。1986年7月28日的时候苏联领导人戈尔巴乔夫在海参崴发表讲话，此次讲话涉及到了苏联从蒙古人民共和国撤军的问题。1987年5月正式开始从蒙古撤军。1989年2月4日，苏联外长谢瓦尔德纳泽在北京签署《中苏减少边境部队人数的协定》。1989年5月15日苏联领导人戈尔巴乔夫访华，与中国政府达成协议将在1990年完成从蒙古撤出5万驻军的75%。1989年5月开始大撤军。1990年3月，苏蒙政府达成协议，宣布于1992年底撤出全部驻蒙苏军。1990年和1991年分别执行了第二阶段和第三阶段撤军计划，到1992年9月15日撤出全部驻蒙部队。苏联第39集团军裁撤。  
苏联第39集团军司令
- 1970年5月12日 — 费多·菲利波维奇·克里夫达（俄语：Кривда, Федот Филиппович）中将
- 1974年4月19日 — 乔治·谢苗诺维奇·彼得罗夫斯基（俄语：Петровский, Георгий Семёнович）少将（1977年2月中将）
- 1978年1月 — 阿纳托利·德米特里耶维奇·福明（俄语：Фомин, Анатолий Дмитриевич）少将
- 1979年9月 —马特维·普罗科佩耶维奇·布尔拉科夫（俄语：Бурлаков, Матвей Прокопьевич）中将
- 1983年6月 — Ю·И·莫莫托夫少将（1984年2月中将）
- 1985年11月5日 — В·Т·舍夫佐夫中将
- 1988年2月-1989年12月 — 列昂尼德·谢尔盖耶维奇·马约罗夫（俄语：Майоров, Леонид Сергеевич）少将（1988年10月中将）

最强大的重兵集团集中在蒙古境内。除了第39集团军和空军集团军外，还有一个近卫防空导弹第16师，一个单独的障碍和反障碍工兵旅（十个营），一个独立通信旅, 一个防空导弹技术基地和其他一些部队。蒙古境内共有军区人员10万余人。
就规模和作战潜力而言，第二大重兵集团部署在赤塔州。除了第36集团军外，还有两个训练师，一个战术弹道导弹旅，一个通信旅，一个独立工兵团、防空第33师和一个远程炮兵旅，一个歼击轰炸机师、两个独立的侦察航空团、直升机团和一个独立空降突击旅（六个独立的营和两个直升机团）。1986年2月2日驻外蒙古的近卫防空第16师与驻外贝加尔的防空第33师合编组建近卫第50防空军（后贝加尔防空区）。
第29集团军可以说是第二梯队，驻扎在第39集团军的后方。作为苏联重要的军事工业城市，1960年4月组建伊尔库茨克防空分区，1980年4月改编为防空第39军，1988年2月缩编为防空第94师。